# Andy Richter
Paul Andrew „Andy” Richter (ur. 28 października 1966 w Grand Rapids) – amerykański aktor komediowy i głosowy, były futbolista.